# Kombinat (Pętla)
Pętla autobusowa "Kombinat"  – powstała w latach 50. wraz z budową ówczesnej Huty im. Lenina pod nazwą Centrum Administracyjne HiL (Huty im. Lenina) w Krakowie. W 2007 roku ogłoszono konkurs na nową nazwę pętli. Znajduje się  na końcu Alei Solidarności, naprzeciwko głównej bramy Huty w Krakowie.

## Pętla tramwajowa
W 1952 roku rozpoczęto budowę trasy tramwajowej i pętli pod główną bramę Huty o długości 7,5 km. W 1958 roku nie była używana liniowo. Odcinek został otwarty 7 listopada 1952. W 1964 roku z powodu rozbudowy huty pętla została zlikwidowana.

## Linie tramwajowe
- Linia 4 – Wzgórza Krzesławickie – Kombinat – Bronowice Małe
- Linia 21 – Os. Piastów – Kombinat – Pleszów
- Linia 22 – Borek Fałęcki – Kombinat – Kopiec Wandy

## Linie autobusowe

### Linie miejskie
- Linia 117  – Kombinat – Łuczanowice
- Linia 132  – Kombinat – Dworzec Główny Zachód
- Linia 138  – Kombinat – Azory
- Linia 139  – Kombinat – Mydlniki Wapiennik P+R
- Linia 142  – Cmentarz Batowice/Czyżyny Dworzec –  Kombinat  – Os. Na Stoku
- Linia 163  – Os. Piastów –  Kombinat – Rżąka
- Linia 172 – Kombinat – Bronowice Małe
- Linia 174  – Kombinat – Osiedle Kurdwanów

### Linie aglomeracyjne
- Linia 211 – Kombinat – Chobot Leśniczówka
- Linia 242  – Kombinat – Krzysztoforzyce Pętla

### Linie nocne
- Linia 642 – Aleja Przyjaźni – Kombinat – Rondo Kocmyrzowskie im. Ks. Gorzelanego